# Pandemia di COVID-19 ad Andorra
Il primo caso della pandemia di COVID-19 in Andorra è stato confermato il 2 marzo 2020, quando un ragazzo di 20 anni fece rientro in patria da Milano. Con una popolazione complessiva di 77.543 abitanti al 31 dicembre 2019, a febbraio 2021 Andorra è il Paese con più casi confermati in rapporto alla popolazione (un caso ogni circa 7,5 abitanti).
Il 5 maggio 2023, l'Organizzazione mondiale della sanità dichiara ufficialmente la fine della pandemia.

## Cronologia

### Anno 2020

#### Marzo
Il 2 marzo 2020 il Governo di Andorra conferma il primo caso di positività nel Paese. Si tratta di un ragazzo di 20 anni ritornato da Milano. Il test effettuato su di lui ha mostrato positività alla COVID-19 e, di conseguenza, il ragazzo è stato ricoverato in ospedale per altri accertamenti. Anche la sua cerchia di amici e parenti è stata monitorata, al fine di individuare ulteriori casi di positività. L'8 marzo il ragazzo risulta totalmente guarito e viene dimesso dall'ospedale.
Il 12 marzo viene confermato il secondo caso di positività, quello di una donna di 87 anni. Poiché la figlia della signora frequentava quotidianamente le scuole in quanto insegnante, il Governo decide immediatamente la sospensione dell'attività didattica in tutte le scuole a partire dal giovedì 16 marzo.
Fin dal 13 marzo il Primo ministro andorrano Xavier Espot Zamora ordina la chiusura di tutti gli edifici aperti al pubblico, eccezione fatta per i supermercati, le farmacie e i benzinai, proclamando tali misure in vigore per le successive due settimane.
Il 15 marzo viene annunciata la notizia di ulteriori quattro casi di positività da COVID-19, tutte persone che hanno avuto contatti con la donna di 87 anni risultata essere il secondo caso di positività. A questa data il numero di contagi sale ad un totale di 6.
Il 17 marzo il bollettino dei contagi segnala in totale 39 casi di positività. Il coprincipe di Andorra, l'arcivescovo Joan Enric Vives i Sicília, tramite comunicazione televisiva, chiede al popolo andorrano di mantenere la calma e di essere il più collaborativo possibile.
Il 22 marzo viene confermato il primo decesso nel Paese, un cittadino andorrano di 87 anni. Contestualmente viene pubblicato il bollettino giornaliero che conferma 112 casi totali di positività.
Il 26 marzo, durante una conferenza stampa, il Ministro della Salute Joan Martínez Benazet riferisce ai giornalisti che il numero di casi totali confermati è salito a 224, dei quali 3 guariti e dimessi. Il bilancio delle vittime sale a 3 in quanto, a seguito di esami medici, un uomo deceduto due giorni prima è risultato positivo alla COVID-19. Il ministro dichiara anche come il virus si sia diffuso anche tra il personale medico-sanitario (63 persone), tra i vigili del fuoco (7 positivi e 18 in isolamento) e tra gli appartenenti al corpo di polizia (1 caso e 30 in quarantena).
Il 29 marzo il numero totali dei positivi confermati arriva a 334 unità. Viene registrato anche il sesto caso di decesso nel Paese.

#### Aprile
All'11 aprile 2020, il numero totale di casi confermati nel Paese è pari a 601, tra i quali 26 decessi e 71 guarigioni. In quello stesso giorno un paziente di 79 anni di La Seu d'Urgell (Lerida, Spagna) è stato trasferito in terapia intensiva a l'ospedale Nostra Senyora de Meritxell.
Entro il 20 aprile, trentasei persone avevano ceduto al coronavirus in Andorra.

#### Maggio
Al 7 maggio 2020, il numero totale di casi confermati nel Paese è pari a 752, tra i quali 47 decessi e 526 guarigioni, mentre al 31 maggio il numero dei casi è salito a 764, quello dei guariti a 692 e i decessi sono 51.

#### Giugno
Al 24 giugno 2020, il numero totale di casi confermati nel Paese è pari a 855, tra i quali 52 decessi e 797 guarigioni.

## Andamento dei contagi
| Data                                                           | Data       |  | Numero di casi | Numero di morti |
| -------------------------------------------------------------- | ---------- |  | -------------- | --------------- |
| 02-03-2020                                                     | 02-03-2020 |  | 1(N.D.)        |                 |
| ⋮                                                              | ⋮          |  | 1(=)           |                 |
| 14-03-2020                                                     | 14-03-2020 |  | 1(=)           |                 |
| 15-03-2020                                                     | 15-03-2020 |  | 5(+400%)       |                 |
| 16-03-2020                                                     | 16-03-2020 |  | 14(+180%)      |                 |
| 17-03-2020                                                     | 17-03-2020 |  | 39(+179%)      |                 |
| 18-03-2020                                                     | 18-03-2020 |  | 53(+36%)       |                 |
| 19-03-2020                                                     | 19-03-2020 |  | 74(+40%)       |                 |
| 20-03-2020                                                     | 20-03-2020 |  | 75(+1,4%)      |                 |
| 21-03-2020                                                     | 21-03-2020 |  | 88(+17%)       |                 |
| 22-03-2020                                                     | 22-03-2020 |  | 113(+28%)      | 1(N.D.)         |
| 23-03-2020                                                     | 23-03-2020 |  | 133(+18%)      | 1(=)            |
| 24-03-2020                                                     | 24-03-2020 |  | 164(+23%)      | 1(=)            |
| 25-03-2020                                                     | 25-03-2020 |  | 188(+15%)      | 1(=)            |
| 26-03-2020                                                     | 26-03-2020 |  | 224(+19%)      | 3(+200%)        |
| 27-03-2020                                                     | 27-03-2020 |  | 267(+19%)      | 3(=)            |
| 28-03-2020                                                     | 28-03-2020 |  | 308(+15%)      | 3(=)            |
| 29-03-2020                                                     | 29-03-2020 |  | 334(+8,4%)     | 6(+100%)        |
| 30-03-2020                                                     | 30-03-2020 |  | 370(+11%)      | 8(+33%)         |
| 31-03-2020                                                     | 31-03-2020 |  | 376(+1,6%)     | 12(+50%)        |
| 01-04-2020                                                     | 01-04-2020 |  | 390(+3,7%)     | 14(+17%)        |
| 02-04-2020                                                     | 02-04-2020 |  | 428(+9,7%)     | 15(+7,1%)       |
| 03-04-2020                                                     | 03-04-2020 |  | 439(+2,6%)     | 16(+6,7%)       |
| 04-04-2020                                                     | 04-04-2020 |  | 466(+6,2%)     | 17(+6,2%)       |
| 05-04-2020                                                     | 05-04-2020 |  | 501(+7,5%)     | 18(+5,9%)       |
| 06-04-2020                                                     | 06-04-2020 |  | 525(+4,8%)     | 21(+17%)        |
| 07-04-2020                                                     | 07-04-2020 |  | 545(+3,8%)     | 22(+4,8%)       |
| 08-04-2020                                                     | 08-04-2020 |  | 564(+3,5%)     | 23(+4,5%)       |
| 09-04-2020                                                     | 09-04-2020 |  | 583(+3,4%)     | 25(+8,7%)       |
| 10-04-2020                                                     | 10-04-2020 |  | 601(+3,1%)     | 26(+4%)         |
| 11-04-2020                                                     | 11-04-2020 |  | 601(=)         | 26(=)           |
| 12-04-2020                                                     | 12-04-2020 |  | 638(+6,2%)     | 29(+12%)        |
| 13-04-2020                                                     | 13-04-2020 |  | 646(+1,3%)     | 29(=)           |
| 14-04-2020                                                     | 14-04-2020 |  | 659(+2%)       | 31(+6,9%)       |
| 15-04-2020                                                     | 15-04-2020 |  | 673(+2,1%)     | 33(+6,5%)       |
| 16-04-2020                                                     | 16-04-2020 |  | 673(=)         | 33(=)           |
| 17-04-2020                                                     | 17-04-2020 |  | 696(+3,4%)     | 35(+6,1%)       |
| 18-04-2020                                                     | 18-04-2020 |  | 704(+1,1%)     | 35(=)           |
| 19-04-2020                                                     | 19-04-2020 |  | 713(+1,3%)     | 36(+2,9%)       |
| 20-04-2020                                                     | 20-04-2020 |  | 717(+0,56%)    | 37(+2,8%)       |
| 21-04-2020                                                     | 21-04-2020 |  | 717(=)         | 37(=)           |
| 22-04-2020                                                     | 22-04-2020 |  | 723(+0,84%)    | 37(=)           |
| 23-04-2020                                                     | 23-04-2020 |  | 723(=)         | 37(=)           |
| 24-04-2020                                                     | 24-04-2020 |  | 731(+1,1%)     | 40(+8,1%)       |
| 25-04-2020                                                     | 25-04-2020 |  | 738(+0,96%)    | 40(=)           |
| 26-04-2020                                                     | 26-04-2020 |  | 738(=)         | 40(=)           |
| 27-04-2020                                                     | 27-04-2020 |  | 743(+0,68%)    | 40(=)           |
| 28-04-2020                                                     | 28-04-2020 |  | 743(=)         | 41(+2,5%)       |
| 29-04-2020                                                     | 29-04-2020 |  | 743(=)         | 42(+2,4%)       |
| 30-04-2020                                                     | 30-04-2020 |  | 745(+0,27%)    | 42(=)           |
| 01-05-2020                                                     | 01-05-2020 |  | 745(=)         | 43(+2,4%)       |
| 02-05-2020                                                     | 02-05-2020 |  | 747(+0,27%)    | 44(+2,3%)       |
| 03-05-2020                                                     | 03-05-2020 |  | 748(+0,13%)    | 45(+2,3%)       |
| 04-05-2020                                                     | 04-05-2020 |  | 750(+0,27%)    | 45(=)           |
| 05-05-2020                                                     | 05-05-2020 |  | 751(+0,13%)    | 46(+2,2%)       |
| 06-05-2020                                                     | 06-05-2020 |  | 751(=)         | 46(=)           |
| 07-05-2020                                                     | 07-05-2020 |  | 752(+0,13%)    | 47(+2,2%)       |
| 08-05-2020                                                     | 08-05-2020 |  | 752(=)         | 47(=)           |
| 09-05-2020                                                     | 09-05-2020 |  | 754(+0,27%)    | 48(+2,1%)       |
| 10-05-2020                                                     | 10-05-2020 |  | 755(+0,13%)    | 48(=)           |
| 11-05-2020                                                     | 11-05-2020 |  | 755(=)         | 48(=)           |
| 12-05-2020                                                     | 12-05-2020 |  | 758(+0,4%)     | 48(=)           |
| 13-05-2020                                                     | 13-05-2020 |  | 760(+0,26%)    | 49(+2,1%)       |
| 14-05-2020                                                     | 14-05-2020 |  | 761(+0,13%)    | 49(=)           |
| 15-05-2020                                                     | 15-05-2020 |  | 761(=)         | 49(=)           |
| 16-05-2020                                                     | 16-05-2020 |  | 761(=)         | 51(+4,1%)       |
| 17-05-2020                                                     | 17-05-2020 |  | 761(=)         | 51(=)           |
| 18-05-2020                                                     | 18-05-2020 |  | 761(=)         | 51(=)           |
| 19-05-2020                                                     | 19-05-2020 |  | 761(=)         | 51(=)           |
| 20-05-2020                                                     | 20-05-2020 |  | 762(+0,13%)    | 51(=)           |
| 21-05-2020                                                     | 21-05-2020 |  | 762(=)         | 51(=)           |
| 22-05-2020                                                     | 22-05-2020 |  | 762(=)         | 51(=)           |
| 23-05-2020                                                     | 23-05-2020 |  | 762(=)         | 51(=)           |
| 24-05-2020                                                     | 24-05-2020 |  | 762(=)         | 51(=)           |
| 25-05-2020                                                     | 25-05-2020 |  | 763(+0,13%)    | 51(=)           |
| 26-05-2020                                                     | 26-05-2020 |  | 763(=)         | 51(=)           |
| 27-05-2020                                                     | 27-05-2020 |  | 763(=)         | 51(=)           |
| 28-05-2020                                                     | 28-05-2020 |  | 763(=)         | 51(=)           |
| 29-05-2020                                                     | 29-05-2020 |  | 764(+0,13%)    | 51(=)           |
| 30-05-2020                                                     | 30-05-2020 |  | 764(=)         | 51(=)           |
| 31-05-2020                                                     | 31-05-2020 |  | 764(=)         | 51(=)           |
| 01-06-2020                                                     | 01-06-2020 |  | 765(+0,13%)    | 51(=)           |
| 02-06-2020                                                     | 02-06-2020 |  | 844(+10%)      | 51(=)           |
| 03-06-2020                                                     | 03-06-2020 |  | 851(+0,83%)    | 51(=)           |
| 04-06-2020                                                     | 04-06-2020 |  | 852(+0,12%)    | 51(=)           |
| 05-06-2020                                                     | 05-06-2020 |  | 852(=)         | 51(=)           |
| 06-06-2020                                                     | 06-06-2020 |  | 852(=)         | 51(=)           |
| 07-06-2020                                                     | 07-06-2020 |  | 852(=)         | 51(=)           |
| 08-06-2020                                                     | 08-06-2020 |  | 852(=)         | 51(=)           |
| 09-06-2020                                                     | 09-06-2020 |  | 852(=)         | 51(=)           |
| 10-06-2020                                                     | 10-06-2020 |  | 852(=)         | 51(=)           |
| 11-06-2020                                                     | 11-06-2020 |  | 852(=)         | 51(=)           |
| 12-06-2020                                                     | 12-06-2020 |  | 853(+0,12%)    | 51(=)           |
| ⋮                                                              | ⋮          |  | 853(=)         | 51(=)           |
| 15-06-2020                                                     | 15-06-2020 |  | 853(=)         | 51(=)           |
| 16-06-2020                                                     | 16-06-2020 |  | 854(+0,12%)    | 52(+2%)         |
| 17-06-2020                                                     | 17-06-2020 |  | 854(=)         | 52(=)           |
| 18-06-2020                                                     | 18-06-2020 |  | 855(+0,12%)    | 52(=)           |
| ⋮                                                              | ⋮          |  | 855(=)         | 52(=)           |
| 22-06-2020                                                     | 22-06-2020 |  | 855(=)         | 52(=)           |
| 23-06-2020                                                     | 23-06-2020 |  | 855(=)         | 52(=)           |
| ⋮                                                              | ⋮          |  | 855(=)         | 52(=)           |
| 26-06-2020                                                     | 26-06-2020 |  | 855(=)         | 52(=)           |
| ⋮                                                              | ⋮          |  | 855(=)         | 52(=)           |
| 01-07-2020                                                     | 01-07-2020 |  | 855(=)         | 52(=)           |
| ⋮                                                              | ⋮          |  | 855(=)         | 52(=)           |
| 08-07-2020                                                     | 08-07-2020 |  | 855(=)         | 52(=)           |
| 09-07-2020                                                     | 09-07-2020 |  | 855(=)         | 52(=)           |
| 10-07-2020                                                     | 10-07-2020 |  | 855(=)         | 52(=)           |
| ⋮                                                              | ⋮          |  | 855(=)         | 52(=)           |
| 13-07-2020                                                     | 13-07-2020 |  | 858(+0,35%)    | 52(=)           |
| 14-07-2020                                                     | 14-07-2020 |  | 861(+0,35%)    | 52(=)           |
| 15-07-2020                                                     | 15-07-2020 |  | 862(+0,12%)    | 52(=)           |
| 16-07-2020                                                     | 16-07-2020 |  | 877(+1,7%)     | 52(=)           |
| 17-07-2020                                                     | 17-07-2020 |  | 880(+0,34%)    | 52(=)           |
| ⋮                                                              | ⋮          |  | 880(=)         | 52(=)           |
| 20-07-2020                                                     | 20-07-2020 |  | 884(+0,45%)    | 52(=)           |
| 21-07-2020                                                     | 21-07-2020 |  | 884(=)         | 52(=)           |
| 22-07-2020                                                     | 22-07-2020 |  | 889(+0,57%)    | 52(=)           |
| 23-07-2020                                                     | 23-07-2020 |  | 889(=)         | 52(=)           |
| 24-07-2020                                                     | 24-07-2020 |  | 897(+0,9%)     | 52(=)           |
| ⋮                                                              | ⋮          |  | 897(=)         | 52(=)           |
| 27-07-2020                                                     | 27-07-2020 |  | 907(+1,1%)     | 52(=)           |
| 28-07-2020                                                     | 28-07-2020 |  | 907(=)         | 52(=)           |
| 29-07-2020                                                     | 29-07-2020 |  | 918(+1,2%)     | 52(=)           |
| 30-07-2020                                                     | 30-07-2020 |  | 922(+0,44%)    | 52(=)           |
| 31-07-2020                                                     | 31-07-2020 |  | 925(+0,33%)    | 52(=)           |
| ⋮                                                              | ⋮          |  | 925(=)         | 52(=)           |
| 03-08-2020                                                     | 03-08-2020 |  | 937(+1,3%)     | 52(=)           |
| 04-08-2020                                                     | 04-08-2020 |  | 939(+0,21%)    | 52(=)           |
| 05-08-2020                                                     | 05-08-2020 |  | 939(=)         | 52(=)           |
| 06-08-2020                                                     | 06-08-2020 |  | 944(+0,53%)    | 52(=)           |
| 07-08-2020                                                     | 07-08-2020 |  | 955(+1,2%)     | 52(=)           |
| ⋮                                                              | ⋮          |  | 955(=)         | 52(=)           |
| 10-08-2020                                                     | 10-08-2020 |  | 963(+0,84%)    | 52(=)           |
| 11-08-2020                                                     | 11-08-2020 |  | 963(=)         | 52(=)           |
| 12-08-2020                                                     | 12-08-2020 |  | 977(+1,5%)     | 53(+1,9%)       |
| 13-08-2020                                                     | 13-08-2020 |  | 981(+0,41%)    | 53(=)           |
| 14-08-2020                                                     | 14-08-2020 |  | 989(+0,82%)    | 53(=)           |
| ⋮                                                              | ⋮          |  | 989(=)         | 53(=)           |
| 17-08-2020                                                     | 17-08-2020 |  | 1 005(+1,6%)   | 53(=)           |
| 18-08-2020                                                     | 18-08-2020 |  | 1 005(=)       | 53(=)           |
| 19-08-2020                                                     | 19-08-2020 |  | 1 024(+1,9%)   | 53(=)           |
| 20-08-2020                                                     | 20-08-2020 |  | 1 024(=)       | 53(=)           |
| 21-08-2020                                                     | 21-08-2020 |  | 1 045(+2,1%)   | 53(=)           |
| ⋮                                                              | ⋮          |  | 1 045(=)       | 53(=)           |
| 24-08-2020                                                     | 24-08-2020 |  | 1 060(+1,4%)   | 53(=)           |
| 25-08-2020                                                     | 25-08-2020 |  | 1 060(=)       | 53(=)           |
| 26-08-2020                                                     | 26-08-2020 |  | 1 098(+3,6%)   | 53(=)           |
| 27-08-2020                                                     | 27-08-2020 |  | 1 098(=)       | 53(=)           |
| 28-08-2020                                                     | 28-08-2020 |  | 1 124(+2,4%)   | 53(=)           |
| ⋮                                                              | ⋮          |  | 1 124(=)       | 53(=)           |
| 31-08-2020                                                     | 31-08-2020 |  | 1 176(+4,6%)   | 53(=)           |
| 01-09-2020                                                     | 01-09-2020 |  | 1 184(+0,68%)  | 53(=)           |
| 02-09-2020                                                     | 02-09-2020 |  | 1 199(+1,3%)   | 53(=)           |
| 03-09-2020                                                     | 03-09-2020 |  | 1 199(=)       | 53(=)           |
| 04-09-2020                                                     | 04-09-2020 |  | 1 215(+1,3%)   | 53(=)           |
| ⋮                                                              | ⋮          |  | 1 215(=)       | 53(=)           |
| 07-09-2020                                                     | 07-09-2020 |  | 1 261(+3,8%)   | 53(=)           |
| 08-09-2020                                                     | 08-09-2020 |  | 1 261(=)       | 53(=)           |
| 09-09-2020                                                     | 09-09-2020 |  | 1 301(+3,2%)   | 53(=)           |
| 10-09-2020                                                     | 10-09-2020 |  | 1 301(=)       | 53(=)           |
| 11-09-2020                                                     | 11-09-2020 |  | 1 344(+3,3%)   | 53(=)           |
| ⋮                                                              | ⋮          |  | 1 344(=)       | 53(=)           |
| 14-09-2020                                                     | 14-09-2020 |  | 1 438(+7%)     | 53(=)           |
| 15-09-2020                                                     | 15-09-2020 |  | 1 438(=)       | 53(=)           |
| 16-09-2020                                                     | 16-09-2020 |  | 1 483(+3,1%)   | 53(=)           |
| 17-09-2020                                                     | 17-09-2020 |  | 1 483(=)       | 53(=)           |
| 18-09-2020                                                     | 18-09-2020 |  | 1 564(+5,5%)   | 53(=)           |
| ⋮                                                              | ⋮          |  | 1 564(=)       | 53(=)           |
| 21-09-2020                                                     | 21-09-2020 |  | 1 681(+7,5%)   | 53(=)           |
| 22-09-2020                                                     | 22-09-2020 |  | 1 681(=)       | 53(=)           |
| 23-09-2020                                                     | 23-09-2020 |  | 1 753(+4,3%)   | 53(=)           |
| 24-09-2020                                                     | 24-09-2020 |  | 1 753(=)       | 53(=)           |
| 25-09-2020                                                     | 25-09-2020 |  | 1 836(+4,7%)   | 53(=)           |
| ⋮                                                              | ⋮          |  | 1 836(=)       | 53(=)           |
| 28-09-2020                                                     | 28-09-2020 |  | 1 966(+7,1%)   | 53(=)           |
| 29-09-2020                                                     | 29-09-2020 |  | 1 966(=)       | 53(=)           |
| 30-09-2020                                                     | 30-09-2020 |  | 2 050(+4,3%)   | 53(=)           |
| 01-10-2020                                                     | 01-10-2020 |  | 2 050(=)       | 53(=)           |
| 02-10-2020                                                     | 02-10-2020 |  | 2 110(+2,9%)   | 53(=)           |
| ⋮                                                              | ⋮          |  | 2 110(=)       | 53(=)           |
| 05-10-2020                                                     | 05-10-2020 |  | 2 370(+12%)    | 53(=)           |
| 06-10-2020                                                     | 06-10-2020 |  | 2 370(=)       | 53(=)           |
| 07-10-2020                                                     | 07-10-2020 |  | 2 568(+8,4%)   | 53(=)           |
| 08-10-2020                                                     | 08-10-2020 |  | 2 568(=)       | 54(+1,9%)       |
| 09-10-2020                                                     | 09-10-2020 |  | 2 696(+5%)     | 55(+1,9%)       |
| ⋮                                                              | ⋮          |  | 2 696(=)       | 55(=)           |
| 12-10-2020                                                     | 12-10-2020 |  | 2 995(+11%)    | 57(+3,6%)       |
| 13-10-2020                                                     | 13-10-2020 |  | 2 995(=)       | 57(=)           |
| 14-10-2020                                                     | 14-10-2020 |  | 3 190(+6,5%)   | 59(+3,5%)       |
| 15-10-2020                                                     | 15-10-2020 |  | 3 190(=)       | 59(=)           |
| 16-10-2020                                                     | 16-10-2020 |  | 3 377(+5,9%)   | 59(=)           |
| ⋮                                                              | ⋮          |  | 3 377(=)       | 59(=)           |
| 19-10-2020                                                     | 19-10-2020 |  | 3 623(+7,3%)   | 62(+5,1%)       |
| 20-10-2020                                                     | 20-10-2020 |  | 3 623(=)       | 62(=)           |
| 21-10-2020                                                     | 21-10-2020 |  | 3 811(+5,2%)   | 63(+1,6%)       |
| 22-10-2020                                                     | 22-10-2020 |  | 3 811(=)       | 63(=)           |
| 23-10-2020                                                     | 23-10-2020 |  | 4 038(+6%)     | 69(+9,5%)       |
| ⋮                                                              | ⋮          |  | 4 038(=)       | 69(=)           |
| 26-10-2020                                                     | 26-10-2020 |  | 4 325(+7,1%)   | 72(+4,3%)       |
| 27-10-2020                                                     | 27-10-2020 |  | 4 410(+2%)     | 72(=)           |
| 28-10-2020                                                     | 28-10-2020 |  | 4 517(+2,4%)   | 72(=)           |
| 29-10-2020                                                     | 29-10-2020 |  | 4 567(+1,1%)   | 73(+1,4%)       |
| 30-10-2020                                                     | 30-10-2020 |  | 4 665(+2,1%)   | 75(+2,7%)       |
| 31-10-2020                                                     | 31-10-2020 |  | 4 756(+2%)     | 75(=)           |
| 01-11-2020                                                     | 01-11-2020 |  | 4 825(+1,5%)   | 75(=)           |
| 02-11-2020                                                     | 02-11-2020 |  | 4 888(+1,3%)   | 75(=)           |
| 03-11-2020                                                     | 03-11-2020 |  | 4 910(+0,45%)  | 75(=)           |
| 04-11-2020                                                     | 04-11-2020 |  | 5 042(+2,7%)   | 75(=)           |
| 05-11-2020                                                     | 05-11-2020 |  | 5 135(+1,8%)   | 75(=)           |
| 06-11-2020                                                     | 06-11-2020 |  | 5 135(=)       | 75(=)           |
| 07-11-2020                                                     | 07-11-2020 |  | 5 319(+3,6%)   | 75(=)           |
| 08-11-2020                                                     | 08-11-2020 |  | 5 383(+1,2%)   | 75(=)           |
| 09-11-2020                                                     | 09-11-2020 |  | 5 437(+1%)     | 75(=)           |
| 10-11-2020                                                     | 10-11-2020 |  | 5 477(+0,74%)  | 75(=)           |
| 11-11-2020                                                     | 11-11-2020 |  | 5 567(+1,6%)   | 75(=)           |
| 12-11-2020                                                     | 12-11-2020 |  | 5 616(+0,88%)  | 75(=)           |
| 13-11-2020                                                     | 13-11-2020 |  | 5 725(+1,9%)   | 75(=)           |
| 14-11-2020                                                     | 14-11-2020 |  | 5 725(=)       | 75(=)           |
| 15-11-2020                                                     | 15-11-2020 |  | 5 872(+2,6%)   | 76(+1,3%)       |
| 16-11-2020                                                     | 16-11-2020 |  | 5 914(+0,72%)  | 76(=)           |
| 17-11-2020                                                     | 17-11-2020 |  | 5 951(+0,63%)  | 76(=)           |
| 18-11-2020                                                     | 18-11-2020 |  | 6 018(+1,1%)   | 76(=)           |
| 19-11-2020                                                     | 19-11-2020 |  | 6 066(+0,8%)   | 76(=)           |
| 20-11-2020                                                     | 20-11-2020 |  | 6 142(+1,3%)   | 76(=)           |
| 21-11-2020                                                     | 21-11-2020 |  | 6 207(+1,1%)   | 76(=)           |
| 22-11-2020                                                     | 22-11-2020 |  | 6 256(+0,79%)  | 76(=)           |
| 23-11-2020                                                     | 23-11-2020 |  | 6 304(+0,77%)  | 76(=)           |
| 24-11-2020                                                     | 24-11-2020 |  | 6 351(+0,75%)  | 76(=)           |
| 25-11-2020                                                     | 25-11-2020 |  | 6 428(+1,2%)   | 76(=)           |
| 26-11-2020                                                     | 26-11-2020 |  | 6 534(+1,6%)   | 76(=)           |
| 27-11-2020                                                     | 27-11-2020 |  | 6 610(+1,2%)   | 76(=)           |
| 28-11-2020                                                     | 28-11-2020 |  | 6 670(+0,91%)  | 76(=)           |
| 29-11-2020                                                     | 29-11-2020 |  | 6 712(+0,63%)  | 76(=)           |
| 30-11-2020                                                     | 30-11-2020 |  | 6 745(+0,49%)  | 76(=)           |
| 01-12-2020                                                     | 01-12-2020 |  | 6 790(+0,67%)  | 76(=)           |
| 02-12-2020                                                     | 02-12-2020 |  | 6 842(+0,77%)  | 76(=)           |
| 03-12-2020                                                     | 03-12-2020 |  | 6 904(+0,91%)  | 77(+1,3%)       |
| 04-12-2020                                                     | 04-12-2020 |  | 6 955(+0,74%)  | 77(=)           |
| 05-12-2020                                                     | 05-12-2020 |  | 7 005(+0,72%)  | 78(+1,3%)       |
| 06-12-2020                                                     | 06-12-2020 |  | 7 050(+0,64%)  | 78(=)           |
| 07-12-2020                                                     | 07-12-2020 |  | 7 084(+0,48%)  | 78(=)           |
| 08-12-2020                                                     | 08-12-2020 |  | 7 127(+0,61%)  | 78(=)           |
| 09-12-2020                                                     | 09-12-2020 |  | 7 162(+0,49%)  | 78(=)           |
| 10-12-2020                                                     | 10-12-2020 |  | 7 190(+0,39%)  | 78(=)           |
| 11-12-2020                                                     | 11-12-2020 |  | 7 236(+0,64%)  | 78(=)           |
| 12-12-2020                                                     | 12-12-2020 |  | 7 288(+0,72%)  | 78(=)           |
| 13-12-2020                                                     | 13-12-2020 |  | 7 338(+0,69%)  | 79(+1,3%)       |
| 14-12-2020                                                     | 14-12-2020 |  | 7 382(+0,6%)   | 79(=)           |
| 15-12-2020                                                     | 15-12-2020 |  | 7 414(+0,43%)  | 79(=)           |
| 16-12-2020                                                     | 16-12-2020 |  | 7 446(+0,43%)  | 79(=)           |
| 17-12-2020                                                     | 17-12-2020 |  | 7 466(+0,27%)  | 79(=)           |
| 18-12-2020                                                     | 18-12-2020 |  | 7 519(+0,71%)  | 80(+1,3%)       |
| 19-12-2020                                                     | 19-12-2020 |  | 7 560(+0,55%)  | 80(=)           |
| 20-12-2020                                                     | 20-12-2020 |  | 7 577(+0,22%)  | 81(+1,2%)       |
| 21-12-2020                                                     | 21-12-2020 |  | 7 602(+0,33%)  | 81(=)           |
| 22-12-2020                                                     | 22-12-2020 |  | 7 633(+0,41%)  | 82(+1,2%)       |
| 23-12-2020                                                     | 23-12-2020 |  | 7 669(+0,47%)  | 82(=)           |
| 24-12-2020                                                     | 24-12-2020 |  | 7 699(+0,39%)  | 83(+1,2%)       |
| 25-12-2020                                                     | 25-12-2020 |  | 7 756(+0,74%)  | 83(=)           |
| 26-12-2020                                                     | 26-12-2020 |  | 7 806(+0,64%)  | 83(=)           |
| 27-12-2020                                                     | 27-12-2020 |  | 7 821(+0,19%)  | 83(=)           |
| 28-12-2020                                                     | 28-12-2020 |  | 7 875(+0,69%)  | 83(=)           |
| 29-12-2020                                                     | 29-12-2020 |  | 7 919(+0,56%)  | 84(+1,2%)       |
| 30-12-2020                                                     | 30-12-2020 |  | 7 983(+0,81%)  | 84(=)           |
| 31-12-2020                                                     | 31-12-2020 |  | 8 049(+0,83%)  | 84(=)           |
| 01-01-2021                                                     | 01-01-2021 |  | 8 117(+0,84%)  | 84(=)           |
| Fonti: - Governo di Andorra - Ultimo aggiornamento: 01.01.2021 |            |  |                |                 |

## Misure preventive
Il 13 marzo, a causa della comparsa dei primi casi di infezione nel Paese, il Primo ministro andorrano dichiara la chiusura di tutti gli esercizi commerciali, ad eccezione dei supermercati, dei benzinai e delle farmacie.
Il 16 marzo il Governo annuncia la chiusura di tutte le scuole, in quanto la madre di un'insegnante è risultata positiva e la donna avrebbe potuto infettare gli studenti. Si dichiara, inoltre, il rinvio o l'annullamento di tutte le attività pubbliche previste.
Con l'incremento dei contagi vengono decise e attuate misure sempre più restrittive, tra le quali il divieto di spostamenti se non per situazioni di necessità, maggiori controlli alle frontiere, e permesso di uscita dal Paese solo per motivi di salute, lavoro o per trasporto di beni. Viene proibita la vendita di alcool e tabacco ai turisti stranieri e vengono ridotte anche le quantità vendibili ai residenti.
Sempre il 16 marzo, il Governo ordina l'immediata interruzione di lavori considerati "ad alto rischio", prevedendo la chiusura di tutti i cantieri per un minimo di 8 giorni. Anche l'amministrazione pubblica riduce drasticamente le ore di lavoro dei propri dipendenti, affinché si eviti un futuro collasso delle strutture sanitarie. Nel mentre, il Governo cerca di lavorare sugli aspetti legali, al fine di poter promulgare leggi atte a dichiarare lo stato d'emergenza.